# Схема теплоснабжения
Схема теплоснабжения поселения, городского округа — документ, содержащий предпроектные материалы по обоснованию эффективного и безопасного функционирования системы теплоснабжения, её развития с учётом правового регулирования в области энергосбережения и повышения энергетической эффективности
В соответствии с Федеральным законом «О теплоснабжении» после 31 декабря 2011 года наличие схемы теплоснабжения, соответствующей определенным формальным требованиям, является обязательным для поселений и городских округов Российской Федерации.

## История
В СССР схемы теплоснабжения населенных пунктов разрабатывались в рамках Плановой экономики проектными организациями, определенными Госстроями союзных республик и рассматривались и утверждались в порядке, определенном Советами министров союзных республик. При этом, руководящими документами перед разработчиками схем ставились задачи упорядочения дальнейшего теплоснабжения населенных пунктов, исключения необоснованности строительства мелких котельных в целях экономии топлива и уменьшения численности обслуживающего персонала.
Схемы были разработаны и использовались для проектирования и строительства тепловых источников и сетей большинства крупных населенных пунктов, в частности, Ленинграда и Москвы. Однако, сроки действия разработанных схем теплоснабжения закончились в 1990-х годах, новые схемы длительное время не разрабатывались.
 В качестве причин называются снижение общего спроса на тепловую энергию тепловую мощность и, как следствие, отсутствие необходимости в новых источниках тепловой энергии в 1990-х и 2000-х годах. В то же время, в связи с общим ростом экономики к 2007 году в некоторых регионах потребность в тепловой энерги и мощности вернулась на уровень 1990 года, в связи с чем появилась потребность в развитии существующих систем теплоснабжения.

## Порядок утверждения и требования к схемам
В соответствии с Федеральным законом «О теплоснабжении» утверждение требований к схемам теплоснабжения, порядку их разработки и утверждения входят в компетенцию Правительства Российской Федерации. Указанные требования на данный момент Правительством РФ не утверждены, тем не менее, непосредственно в законе содержатся следующие нормы:
- утверждение схем теплоснабжения поселений, городских округов с численностью населения пятьсот тысяч человек и более, а также городов федерального значения Москвы и Санкт-Петербурга осуществляется федеральным органом исполнительной власти;
- утверждение схем теплоснабжения поселений, городских округов с численностью населения менее пятисот тысяч человек осуществляется органами местного самоуправления данных поселений и округов;
- схема должна содержать сведения о Единой теплоснабжающей организации для соответствующей территории;
- в схеме должны быть определены источники теплоснабжения, их загрузка, графики совместной работы и температурные графики;
- схемой определяется Радиус эффективного теплоснабжения, за пределами которого подключение потребителей нецелесообразно.

Кроме того, в схеме теплоснабжения должны содержаться мероприятия по развитию системы теплоснабжения, в частности меры по переоборудованию котельных для работы в режиме комбинированной выработки тепловой и электрической энергии, а также при необходимости мероприятия по консервации избыточных тепловых мощностей.
В части обеспечения безопасности схемы теплоснабжения должны предусматривать резервирование системы теплоснабжения, живучесть и обеспечение бесперебойной работы источников тепла и тепловых сетей.
Требования к схемам теплоснабжения, порядку их разработки и утверждения утверждены Постановлением Правительства РФ № 154 от 22.02.2012 г.

## Схема теплоснабжения и документы территориального планирования
Градостроительное законодательство предусматривает схемы планируемого размещения объектов капитального строительства местного значения, в том числе объектов теплоснабжения, в границах поселения, городского округа.
Однако, схема теплоснабжения не является документом Территориального планирования; схема размещения объектов теплоснабжения, равно как и иные схемы размещения объектов капитального строительства, учитывается при разработке схемы теплоснабжения соответствующей территории.

## Использование схемы теплоснабжения
Схема теплоснабжения используется в следующих основных целях:
- определение теплоснабжающей организации, обязанной заключить с потребителем договор теплоснабжения (Единая теплоснабжающая организация);
- определения возможности подключения к сетям теплоснабжения объекта капитального строительства и организации, обязанной при наличии технической возможности произвести такое подключение;
- предусмотренные схемой мероприятия по развитию системы теплоснабжения включаются в инвестиционную программу теплоснабжающей организации и, как следствие, могут быть включены в соответствующий тариф организации коммунального комплекса.